# 2016年リオデジャネイロオリンピックのゴルフ競技
2016年リオデジャネイロオリンピックのゴルフ競技（2016ねんリオデジャネイロオリンピックのゴルフきょうぎ）は、国際ゴルフ連盟（IGF）の管轄の下で実施された2016年リオデジャネイロオリンピックのゴルフである。オリンピックのゴルフ競技としては1904年のセントルイスオリンピック以来112年ぶりに実施される。会場はマラペンディ環境保護区に位置する新設のゴルフ場 カンポ・オリンピコ・ジ・ゴウフィである。男子は8月11日から14日、女子は同17日から20日まで実施された。

## 概要
本大会の参加選手は男女各60名であり、2016年7月11日時点において、IGFが定めた五輪ランキングの上位60名に出場資格が与えられるが、下記に複数の条件がある。
1. 本来の世界ランク上位15名が自動的に出場権が与えられる(ただし各国最大上位4人まで)[4][5]。
2. 残り45名は16位以下の内1カ国最大2名まで出場が可能である。
3. 上記の1の世界ランク上位15名の内、1カ国1名だけなら16位以下の内1名のみ。
4. 開催国ブラジルは最低1枠がある(最上位者が対象)。
5. 5大陸（アフリカ、アメリカ、アジア、ヨーロッパ、オセアニア）ごとに各1名の出場枠がある(最上位者が対象)[6]。

しかし、ジカ熱の影響が心配されることから、世界ランク1位のジェイソン・デイやダスティン・ジョンソン（2位）、ジョーダン・スピース（3位）、ローリー・マキロイ（4位）、松山英樹（17位）ら男子の強豪選手から相次いで出場辞退が表明されている。日本からは、前述の松山のほか谷原秀人（69位）も出場辞退したため、男子選手は池田勇太（93位）と片山晋呉（107位）、女子選手は野村敏京（22位）と大山志保（43位）がそれぞれ出場し、野村が日本勢では最高位となる4位（3位と1打差）の成績を収めた。
大会は男女個人戦で各4日間72ホールのストロークプレーで実施され、4日間で1位タイが2名以上いた場合は3ホールのプレーオフでメダルを争う。競技はゴルフ規則に基づき実施される。途中、予選カットラインの予選落ちは採用されない。

## スコアカード
| ホール    | 01  | 02  | 03  | 04  | 05  | 06  | 07  | 08  | 09  | Out  | 10  | 11  | 12  | 13  | 14  | 15  | 16  | 17  | 18  | In   | Total |
| --------- | --- | --- | --- | --- | --- | --- | --- | --- | --- | ---- | --- | --- | --- | --- | --- | --- | --- | --- | --- | ---- | ----- |
| Par       | 5   | 4   | 4   | 3   | 5   | 3   | 4   | 3   | 4   | 35   | 5   | 4   | 4   | 4   | 3   | 4   | 4   | 3   | 5   | 36   | 71    |
| 男子 (yd) | 604 | 486 | 351 | 191 | 547 | 196 | 493 | 172 | 369 | 3409 | 590 | 488 | 514 | 479 | 229 | 412 | 303 | 133 | 571 | 3719 | 7128  |
| 女子 (yd) | 536 | 435 | 321 | 155 | 493 | 177 | 409 | 154 | 324 | 3004 | 526 | 420 | 430 | 408 | 190 | 374 | 264 | 120 | 509 | 3241 | 6245  |

## 競技結果
| 種目 | 金                                  | 銀                                      | 銅                                      |
| ---- | ----------------------------------- | --------------------------------------- | --------------------------------------- |
| 男子 | ジャスティン・ローズ イギリス (GBR) | ヘンリク・ステンソン スウェーデン (SWE) | マット・クーチャー アメリカ合衆国 (USA) |
| 女子 | 朴仁妃 韓国 (KOR)                   | リディア・コ ニュージーランド (NZL)     | 馮珊珊 中国 (CHN)                       |

## 国・地域別のメダル獲得数
| 順   | 国・地域               | 金 | 銀 | 銅 | 計 |
| ---- | ---------------------- | -- | -- | -- | -- |
| 1    | イギリス (GBR)         | 1  | 0  | 0  | 1  |
| 1    | 韓国 (KOR)             | 1  | 0  | 0  | 1  |
| 3    | スウェーデン (SWE)     | 0  | 1  | 0  | 1  |
| 3    | ニュージーランド (NZL) | 0  | 1  | 0  | 1  |
| 5    | アメリカ合衆国 (USA)   | 0  | 0  | 1  | 1  |
| 5    | 中国 (CHN)             | 0  | 0  | 1  | 1  |
| 合計 | 合計                   | 2  | 2  | 2  | 6  |